# Google+开发人员直播
Google开发者实时录像 （英語：Google Developers Live） 是由Google全年在全球针对网络开发者分享其实时录像资料等。通过实时录像和Google+视频实录，以及Youtube上传的视频资料等，它们是全球性的并由谷歌组织。它们重点讨论网络的架构，移动产品，基于谷歌应用软件的研发公司和开放式网络技术，例如Android、HTML5、Chrome、Google App Engine、Google Web Toolkit和给予每个参与者一次绝佳机会来学习谷歌开发者研发的产品，也同时与参与项目的工程师互动分享。

## 参照
1. ↑  .   [2013-05-11]. （原始内容存档于2014-07-07）.
2. ↑  .   [2013-05-11]. （原始内容存档于2014-07-07）.